# Pietra leccese
Pietra leccese (v salentskem narečju leccisu) je apnenčasta kamnina, ki spada v skupino laporastih kalkarenitov in izvira iz miocenskega obdobja. Je tipičen litotip regije Salento, znan predvsem po enostavni obdelavi..
Ta kamnina ima precej homogeno sestavo: petrografska preiskava razkrije, da je sestavljena predvsem iz kalcijevega karbonata (CaCO3) v obliki apnenčastih granul (sestavljenih iz mikrofosilov in drobcev makrofosilov morske favne, ki segajo pred približno šest milijonov let) in kalcitni cement, v katerem so glaukonit, kremen, različni glinenci in fosfati, pa tudi fino razpršene glinene snovi (kaolinit, smektit in klorit), ki v različnih mešanicah povzročajo različne kvalitete kamnine.
Pietra leccese kamen naravno izvira iz tal in ga pridobivajo iz podzemnih jam v ogromnih kamnolomih na prostem, globokih do petdeset metrov in se širi po celotnem območju Salenta, zlasti v občinah Lecce, Corigliano d'Otranto, Melpignano, Cursi in Maglie. Leccisu dobimo v obliki paralelepipedov različnih velikosti; ekstrakcija je preprosta, saj ga je mogoče enostavno gravirati. Trdota in odpornost kamna, ko ga enkrat ekstrahiramo, s časom rasteta, pri strjevanju pa kamen dobi jantarno barvo, podobno medu.
Bele do slamnato rumene barve je kamnina kompaktna in drobnozrnata, za razliko od carparo, drugega podobnega litotipa, ki ga najdemo na istem območju. Pietra leccese, ki se uporablja tako na arhitekturnem kot na kiparskem področju, zahvaljuje svojo posebno obdelovalnost prisotnosti gline, ki omogoča modeliranje na stružnici in celo ročno. Cenjen na umetniškem področju je dosegel mednarodno spoštovanje zaradi lokalne obrti, ki je skozi stoletja ustvarila kompleksno arhitekturo leccejevskega baroka. Pomembni primeri so frizi, kapiteli, fiale in okna rozete, ki krasijo številne palače in cerkve v Lecceju, kot so Palazzo dei Celestini in sosednja bazilika Svetega Križa, cerkev Santa Chiara in stolnica.
Zaradi same narave kamna, je ta zelo občutljiv na mehansko delovanje atmosferskih dejavnikov, dvig vlage iz tal, stagnacijo vode in smog. Da bi bil leccisu bolj odporen na vremenske razmere, so baročni mojstri skalo obdelali s kravjim ali kozjim mlekom; apnenim mlekom. Kamniti blok pietra leccese je bil namočen ali v celoti potopljen v tekočino; laktoza je s prodiranjem v pore ustvarila neprepustno plast, ki je kamen ohranila, dokler ga skoraj nespremenjenega ni pripeljala do današnjih dni.
Na Terra d'Otranto, znani že od antičnih časov, so dolmeni, menhirji, kipi in rimske stavbe, izdelane v leccisu. Njegove prve geološke študije segajo v drugo polovico 16. stoletja, vendar so za to zaslužni Gian Battista Brocchi v svoji študiji o geološki konfiguraciji Salenta (1818), identifikaciji, prvi dataciji (med sekundarnim in terciarnim) in izvor imena pietra leccese. V notranjosti so kamnolomci in paleontologi odkrili ustrezne fosile glavonožcev, delfinov, kitov, zob morskih psov, rib, želv in krokodilov. Trenutno obrt iz tega kamna izdeluje spominke in umetniška dela.

## Slike
- Bazilika Svetega Križa
- Pogled
- Detajl fasade